# Bắc Hà, thành phố Hà Tĩnh
Bắc Hà là một phường thuộc thành phố Hà Tĩnh, tỉnh Hà Tĩnh, Việt Nam.

## Địa lý
Phường Bắc Hà nằm ở trung tâm thành phố Hà Tĩnh, có vị trí địa lý:
- Phía đông giáp phường Tân Giang và phường Thạch Quý
- Phía tây giáp phường Trần Phú và phường Hà Huy Tập
- Phía nam giáp phường Nam Hà
- Phía bắc giáp phường Thạch Trung.

Phường Bắc Hà có diện tích 3,32 km², dân số năm 2023 là 29.193 người, mật độ dân số đạt 8.793 người/km².

## Hành chính
Phường Bắc Hà được chia thành 15 tổ dân phố: 1, 2, 3, 4, 5, 6, 7, 8, 9, 10, 11, 12, 14, 15, 16.

## Lịch sử
Tháng 7 năm 1977, thành lập tiểu khu Bắc Hà thuộc thị xã Hà Tĩnh.
Ngày 14 tháng 9 năm 1981, Hội đồng Bộ trưởng ban hành Quyết định về việc thành lập phường Bắc Hà thuộc thị xã Hà Tĩnh trên cơ sở 6 khu phố: Tân Lập, Trần Thị Hường, Lâm Phước Thọ, Đồng Hải, Lê Bình, Đồng Vinh của tiểu khu Bắc Hà.
Ngày 23 tháng 12 năm 1993, Chính phủ ban hành Nghị định số 101-CP (nghị định có hiệu lực từ ngày 1 tháng 7 năm 1994) về việc:
- Thành lập phường Tân Giang trên cơ sở điều chỉnh phía đông khu phố Lê Bình, Đồng Vinh của phường Bắc Hà.
- Thành lập phường Trần Phú trên cơ sở điều chỉnh phía tây đường quốc lộ 1A khu phố Tân Lập của phường Bắc Hà.
- Sáp nhập Xóm 5B của xã Thạch Quý vào phường Bắc Hà.

Phường Bắc Hà có 115,3 ha và 24 tổ dân phố: 1, 2, 3, 4, 5, 6, 7, 8, 9, 10, 11, 12, 13, 14, 15, 16, 17, 18, 19, 20, 21, 22, 23, 24.
Ngày 7 tháng 2 năm 2007, Chính phủ ban hành Nghị định số 20/2007/NĐ-CP về việc thành lập phường Nguyễn Du trên cơ sở điều chỉnh 18,86 ha diện tích tự nhiên và 2.721 nhân khẩu của phường Bắc Hà.
Sau khi điều chỉnh địa giới hành chính, phường Bắc Hà còn lại 96,46 ha diện tích tự nhiên, 9.123 nhân khẩu và 21 tổ dân phố: 1, 2, 3, 4, 5, 6, 7, 8, 9, 10, 11, 12, 13, 14, 15, 16, 17, 18, 19, 20, 21.
Ngày 28 tháng 5 năm 2007, Thủ tướng Chính phủ ban hành Nghị định số 89/2007/NĐ-CP về việc thành lập thành phố Hà Tĩnh thuộc tỉnh Hà Tĩnh. Phường Bắc Hà trực thuộc thành phố Hà Tĩnh.
Ngày 6 tháng 10 năm 2009, UBND tỉnh Hà Tĩnh ban hành Quyết định số 28/2009/QĐ-UBND về việc:
- Sáp nhập tổ dân phố 2 vào tổ dân phố 1.
- Thành lập tổ dân phố 2 trên cơ sở tổ dân phố 3 và tổ dân phố 4.
- Thành lập tổ dân phố 3 trên cơ sở tổ dân phố 5 và tổ dân phố 6.
- Thành lập tổ dân phố 4 trên cơ sở tổ dân phố 8 và một phần của tổ dân phố 7.
- Thành lập tổ dân phố 5 trên cơ sở tổ dân phố 9 và phần còn lại của tổ dân phố 7.
- Đổi tên tổ dân phố 10 thành tổ dân phố 6.
- Thành lập tổ dân phố 7 trên cơ sở tổ dân phố 11 và tổ dân phố 12.
- Thành lập tổ dân phố 8 trên cơ sở tổ dân phố 13 và tổ dân phố 14.
- Đổi tên tổ dân phố 15 thành tổ dân phố 9.
- Đổi tên tổ dân phố 16 thành tổ dân phố 10.
- Đổi tên tổ dân phố 17 thành tổ dân phố 11.
- Đổi tên tổ dân phố 18 thành tổ dân phố 12.
- Đổi tên tổ dân phố 19 thành tổ dân phố 13.
- Đổi tên tổ dân phố 20 thành tổ dân phố 14.
- Đổi tên tổ dân phố 21 thành tổ dân phố 15.

Phường Bắc Hà có 15 tổ dân phố: 1, 2, 3, 4, 5, 6, 7, 8, 9, 10, 11, 12, 13, 14, 15.
Ngày 17 tháng 7 năm 2019, HĐND tỉnh Hà Tĩnh ban hành Nghị quyết số 157/NQ-HĐND về việc:
Phường Bắc Hà
- Sáp nhập tổ dân phố 3 vào tổ dân phố 2.
- Thành lập tổ dân phố 3 trên cơ sở tổ dân phố 4 và tổ dân phố 5.
- Thành lập tổ dân phố 4 trên cơ sở tổ dân phố 6 và tổ dân phố 7.
- Thành lập tổ dân phố 5 trên cơ sở tổ dân phố 8, tổ dân phố 9, tổ dân phố 10.
- Đổi tên tổ dân phố 11 thành tổ dân phố 6.
- Thành lập tổ dân phố 7 trên cơ sở tổ dân phố 12 và một phần của tổ dân phố 15.
- Đổi tên tổ dân phố 13 thành tổ dân phố 8.
- Thành lập tổ dân phố 9 trên cơ sở tổ dân phố 14 và phần còn lại của tổ dân phố 15.

Phường Bắc Hà có 9 tổ dân phố: 1, 2, 3, 4, 5, 6, 7, 8, 9.
Phường Nguyễn Du
- Sáp nhập một phần tổ dân phố 1 vào tổ dân phố 3.
- Sáp nhập tổ dân phố 2 vào phần còn lại của tổ dân phố 1.
- Thành lập tổ dân phố 2 trên cơ sở tổ dân phố 7, tổ dân phố 8 và một phần của dân phố 6.
- Giữ nguyên phần còn lại của tổ dân phố 6.

Phường Nguyễn Du có 5 tổ dân phố: 1, 2, 3, 4, 6.
Ngày 14 tháng 11 năm 2024, Ủy ban Thường vụ Quốc hội ban hành Nghị quyết số 1283/NQ-UBTVQH15 về việc sắp xếp đơn vị hành chính cấp huyện, cấp xã của tỉnh Hà Tĩnh giai đoạn 2023 – 2025 (nghị quyết có hiệu lực từ ngày 1 tháng 1 năm 2025). Theo đó, sáp nhập toàn bộ 2,35 km² diện tích tự nhiên, quy mô dân số là 12.100 người của phường Nguyễn Du và điều chỉnh 0,07 km² diện tích tự nhiên, quy mô dân số là 1.000 người của phường Trần Phú vào phường Bắc Hà.
Phường Bắc Hà có 3,32 km² diện tích tự nhiên và quy mô dân số là 29.193 người.
Ngày  tháng  năm 2025, HĐND tỉnh Hà Tĩnh ban hành Nghị quyết số /NQ-HĐND về việc:
- Đổi tên tổ dân phố 6, phường Trần Phú cũ thành tổ dân phố 10.
- Đổi tên tổ dân phố 1, phường Nguyễn Du thành tổ dân phố 11.
- Đổi tên tổ dân phố 2, phường Nguyễn Du cũ thành tổ dân phố 12.
- Đổi tên tổ dân phố 4, phường Nguyễn Du thành tổ dân phố 14.
- Đổi tên tổ dân phố 6, phường Nguyễn Du thành tổ dân phố 15.
- Đổi tên tổ dân phố 3, phường Nguyễn Du thành tổ dân phố 16.